# Afrički pingvin
Afrički pingvin (Magareći pingvin; lat. Spheniscus demersus) - vrsta pingvina koja živi na jugozapadnoj obali Afrike. Najbliži srodnici su im Humboltski i Mageljanov pingvin koji se mogu naći u Južnoj Americi, te galapagoški pingvin koji obitava u Tihom oceanu blizu ekvatora.
Afrički pingvini narastu do oko 65 centimetara visine i mase između 2,5 i 4 kilograma. Imaju crnu traku i crne točke na prsima; točan raspored i veličina trake i jedinstveni su za svaku jedinku, poput otiska prstiju kod ljudi. Imaju ružičaste slane žlijezde iznad očiju. Kad mu je vruće, tijelo pingvina šalje više krvi u ove žlijezde, koje postaju crvenije što organizmu pomaže da se lakše ohladi. Mužjaci su krupniji od ženki i imaju veće kljunove. Njihova prepoznatljiva crno-bijela boja je osnovni oblik kamuflaže - bijela za grabljivce koji vrijebaju iz vode i gledaju prema gore, a crna za grabljivce iz zraka koji odozgo gledaju na mrku površinu vode.
Plivaju prosječnom brzinom od 7 kilometara na sat i mogu držati dah do 2 minute. Najveća brzina plivanja koju mogu dostići je 20 kilometara na sat.
Drugo ime je "magareći pingvin", koje su dobili zbog zvukova koje proizvode i koji nalikuju magarećem zovu. U engleskoj terminologiji ovo ime (eng. Jackass Penguin) je izbačeno iz formalne uporabe, i zamijenjeno imenom "afrički pingvin" (engl. African Penguin) jer par drugih vrsta pingvina u Južnoj Americi proizvodi sličan zvuk, a ova vrsta živi isključivo u Africi.
Afrički pingvini žive u kolonijama. Počinju se pariti kad imaju između 2 i 6 godina. Ženke dostižu spolnu zrelost s oko 4 godine, a mužjaci s oko 5 godina starosti. Razmnožavaju se tijekom cijele godine, a glavna sezona parenja počinje u veljači. Ženke liježu dva jajeta, s periodom inkubacije od 38 do 42 dana. Žive u kolonijama na 24 otoka između Namibije i Algoe u Južnoj Africi i u još tri kolonije na samom kopnu Južne Afrike.
Grabljivci koji ih ugrožavaju su: morski psi, tuljani i povremeno kitovi ubojice. Kopnene životinje koje ih love su: mungosi, genetki, domaće mačke i domaći psi, a galebovi ih ugrožavaju tako što im kradu jaja i odnose tek izlegle mladunce.
Na Crvenom popisu Međunarodne unije za zaštitu prirode (IUCN), afrički pingvini su kategorizirani kao kritično ugrožena vrsta. U 2003. godini ukupan broj afričkih pingvina bio je 179,000 odraslih jedinki, s oko 58,600 parova sposobnih za parenje, a njihov broj i dalje opada. Procjenjuje se da ih je 1970-ih bilo oko 220.000 odraslih jedinki, 1980-ih oko 194.000, a 1990-ih oko 179.000.

## Vanjske poveznice
|  | Zajednički poslužitelj ima stranicu o temi Spheniscus demersus    |
|  | Zajednički poslužitelj ima još gradiva o temi Spheniscus demersus |
|  | Wikivrste imaju podatke o taksonu Spheniscus demersus             |